# Lubiąż
Lubiąż (en allemand : Leubus) est un village de la gmina de Wołów, dans la voïvodie de Basse-Silésie, en Pologne. La locailté est bien connue pour son abbaye cistercienne fondée en 1163.

## Géographie
Le village se situe dans la région historique de Basse-Silésie, sur la rive droite de l'Oder près de l'embouchure de la Kaczawa, à quekques kilomètres à l'est de Prochowice.

## Historique
Après que l'abbaye de Lubiąż a été fondée par le duc Boleslas Ier de Silésie en 1163, le domaine est colonisé par des moines cisterciens provenant de Pforta près de Naumbourg-sur-la-Saale. Au XIIIe siècle, plusieurs filiales ont été établies, dont à Mogila près de Cracovie (1222), à Henryków (1227) et à Kamieniec (1247). Le bourg de Lubiąż a reçu les droits de ville en 1249. 

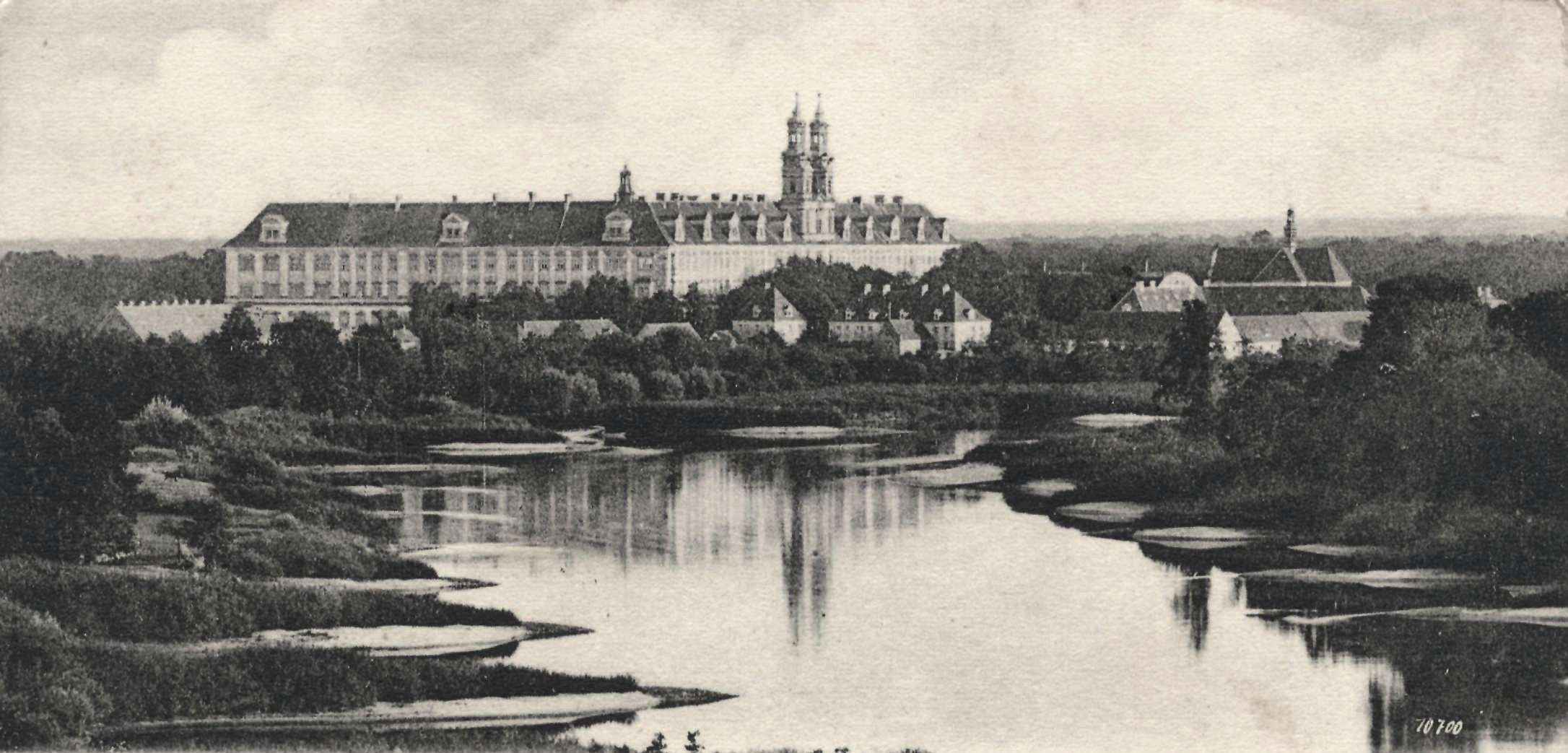
Vue sur l'Oder. vers 1900.

La région fut dévastée durant les croisades contre les hussites et à nouveau dans la guerre de Trente Ans. Le monastère est reconstruit dans le style baroque avec la collaboration notamment du peintre Michael Willmann qui y mourut en 1706. Après la première guerre de Silésie, en 1742, Leubus fut annexée par le royaume de Prusse puis incorporée dans la province de Silésie. Au cours de la sécularisation, le couvent est dissout en 1810.
La région est conquise par l'Armée rouge à la fin de la Seconde Guerre mondiale en 1945 puis rattachée à la réüublique de Pologne. La population germanophone restante était expulsée.